# Шумерля (станция)
Шумерля — железнодорожная станция Горьковской железной дороги в городе Шумерле Чувашской Республики. Станция находится на Казанском ходе Транссиба, на расстоянии 588 км от Москвы.  
Среди достопримечательностей станции: паровоз и старинная водонапорная башня, ровесница города Шумерли, которая обеспечивала паровозы водой более 40 лет.

## История
Станция была создана в 1916 году при строительстве железной дороги Москва — Казань —Екатеринбург. Названа по близлежащей деревне Шумерли. В строительстве станции кроме местных землекопов и возчиков участвовало несколько сот австро-венгерских военнопленных. За основу проекта вокзала взят типовой проект, разработанный А. Щусевым. Первоначально станция представляла собой лишь вокзал с несколькими пристанционными постройками.
Впоследствии к железнодорожной станции добавилась пристань, а затем рядом с городом Шумерлей прошла автодорога из Нижнего Новгорода в Ульяновск. Таким образом, станция стала частью транспортного узла.
В 1943 году, во время Великой Отечественной войны, через станцию проходил эвакуационный поезд с гражданскими людьми.
В 2005 году старый железнодорожный вокзал был реконструирован. С 2015 года на станции останавливается двухэтажный поезд Москва — Казань.
В 2016 году министр природы Чувашии Сергей Павлов объявил, что на станции планируется сделать мусороперегрузочную станцию.

## Движение

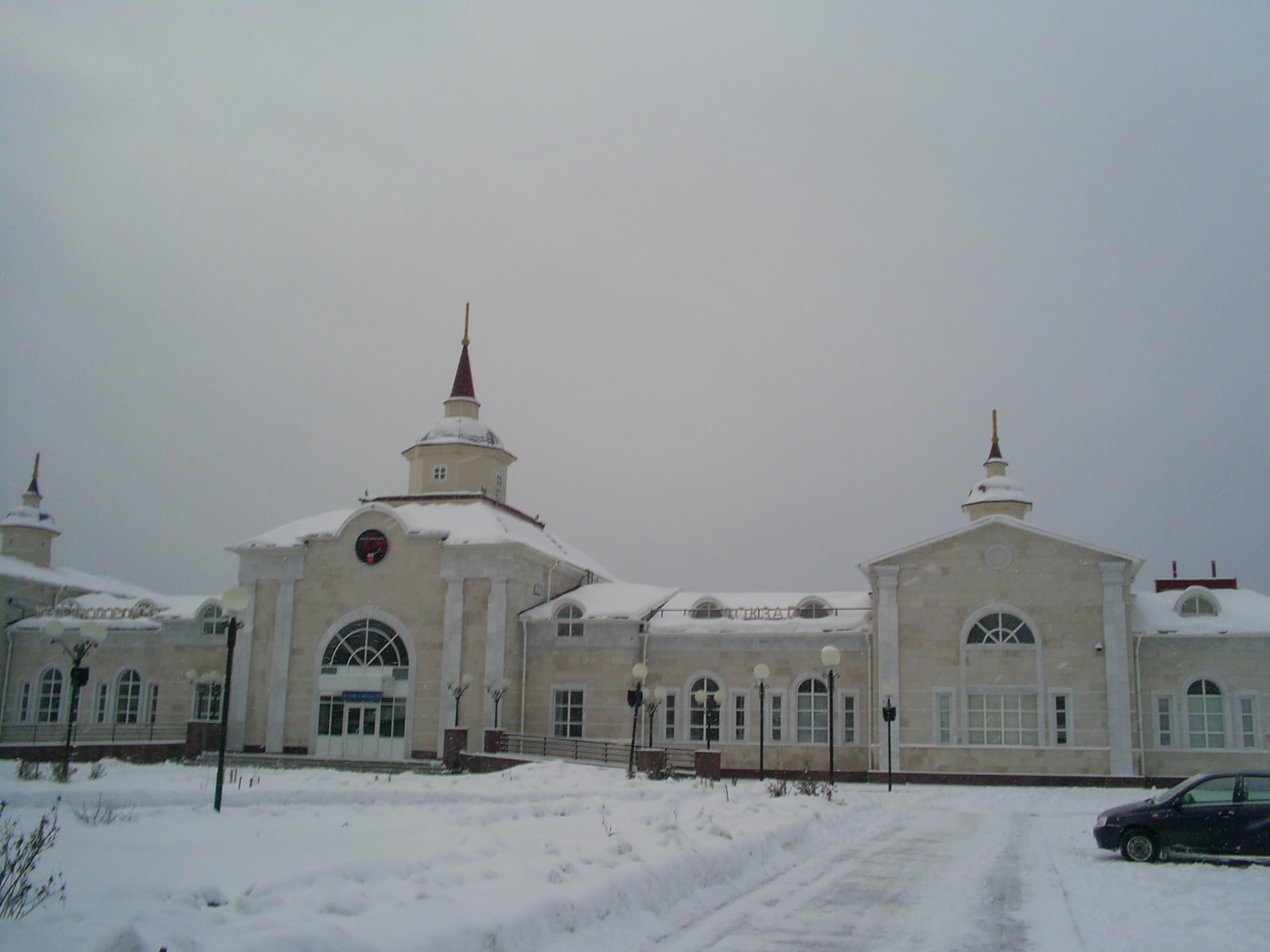
Железнодорожный вокзал станции Шумерля

### Дальнее следование
| № поезда                | Маршрут движения         | № поезда                | Маршрут движения         |
| ----------------------- | ------------------------ | ----------------------- | ------------------------ |
| 23 «Двухэтажный состав» | Казань — Москва          | 24 «Двухэтажный состав» | Москва — Казань          |
| 51                      | Ижевск — Нижний Новгород | 52                      | Нижний Новгород — Ижевск |
| 53 «Чувашия»            | Чебоксары — Москва       | 54 «Чувашия»            | Москва — Чебоксары       |
| 57 «Марий Эл»           | Йошкар-Ола — Москва      | 58 «Марий Эл»           | Москва — Йошкар-Ола      |
| 75                      | -                        | 76                      | Москва — Нерюнгри        |
| 81                      | -                        | 82                      | Москва — Улан-Удэ        |
| 89 «Зауралье»           | Петропавловск — Москва   | 90 «Зауралье»           | Москва — Петропавловск   |
| 111                     | Круглое Поле — Москва    | 112                     | Москва — Круглое Поле    |
| 117                     | Новокузнецк — Москва     | 118                     | Москва — Новокузнецк     |
| 133 «Поволжье»          | Казань — Санкт-Петербург | 134 «Поволжье»          | Санкт-Петербург — Казань |
| 141                     | Чебоксары — Москва       | 142                     | Москва — Чебоксары       |

### Пригородное сообщение
- Движение до Казани отменено с 01.03.2020 года.
- Движение до Канаша осуществляется 2 парами электропоездов.
- В сторону Сергача движение электропоездов отсутствует с лета 2015 года.